# Świnica
Świnica (poljski, slk. Svinica) je planina u glavnom grebenu Visokih Tatri, na poljsko-slovačkoj granici. Glavni vrh je na 2301 m nadmorske visine. Preko vrha vodi markirana staza. Poljski naziv Świnica (izvedeni oblik svinje ili svinje) ovom je vrhu dan sredinom 19. stoljeća. Vjerojatno se radi o sličnosti vrha sa siluetom svinje. Drugo, dvojbeno objašnjenje je da je vrh bilo teško doseći.